# Arutanga-Reureu-Nikaupara
Inscrits : 383 (2006)
Arutanga-Reureu-Nikaupara est l'une des trois circonscriptions électorales de l'île d'Aitutaki (îles Cook). Elle est constituée de 6 tapere et de trois îles :
- Le tapere d'Arutanga qui fait partie du district homonyme
- Le tapere de Reureu qui fait partie du district d'Arutanga
- Le tapere de Nukunoni qui fait partie du district d'Arutanga
- Le tapere de Vaiorea qui fait partie du district de Taravao
- Le tapere de Vaiau qui fait partie du district de Taravao
- Le tapere de Taravao qui fait partie du district homonyme
- Les deux îlots de l'île de Manuae
- Le motu (îlot corallien) de Maina

Cette circonscription fut créée en 1981 par l'amendement constitutionnel n°9. Jusqu'alors les 3 sièges d'Amuri-Ureia, Arutanga-Reureu-Nikaupara et Vaipae-Tautu étaient regroupés dans la circonscription d'Aitutaki. 

## Élections de 2004
Troisième élections d'affilée pour Tom Bishop dans ce bastion CIP après le scrutin de 1999 et l'élection partielle de novembre 2003. Pour protester contre la réduction du budget alloué à sa circonscription, Bishop avait en effet démissionné de son mandat en juillet 2003. Aucune autre candidature n'ayant été déposée avant la date butoir pour les élections partielles, il avait été désigné vainqueur d'office.
| Teinakore Tom Bishop (CIP) | 57,6 % |
| Ronald Henry (DP)          | 42,4 % |

## Élections de 2006
Cette élection vit s'opposer les deux mêmes candidats qu'au scrutin précédent. Bishop remporta une nouvelle victoire avec toutefois un écart plus faible sur son adversaire du Demo, Ronald Henry.
| Teinakore Tom Bishop (CIP) | 53,1 % |
| Ronald Henry (DP)          | 46,9 % |